# The Sergeant's Boy
The Sergeant's Boy est un film muet américain réalisé par Thomas H. Ince et sorti en 1912.

## Synopsis
Un sergent de l'armée adopte un orphelin…

## Fiche technique
- Réalisation : Thomas H. Ince
- Date de sortie : 
  -  États-Unis : 11 octobre 1912

## Distribution
- Harold Lockwood
- Nick Cogley
- Shorty Hamilton
- J. Barney Sherry
- Richard Stanton
- Ethel Grandin
- Ray Myers